# الحزب الوطني (مالطا)
الحزب الوطني (بالإنجليزية: Nationalist Party)‏ هو حزب سياسي مالطي، أسس في 1880، يقع مقره في Herbert Ganado ‏.

## أعضاء بارزون
- كود سباركل
- تحديث القائمة

- لورانس غونزي
- إدي فينيش أدامي
- غويدو دي ماركو
- أوغو ميفسود بونيسي
- Ċensu Tabone
- جو بورغ
- جورج بورغ أوليفييه
- John Dalli
- Enrico Mizzi
- Tonio Borg